# Indomarengo chandra
Indomarengo chandra là một loài nhện trong họ Salticidae.
Loài này thuộc chi Indomarengo. Indomarengo chandra được Benjamin miêu tả năm 2004.